# Борислав Великов
Борислав Любенов Великов е български политик, народен представител от НДСВ от 2001. От 23 февруари до 17 юни 2005 е председател на Народното събрание.
През декември 2007 г. заедно с група депутати напуска НДСВ и образува самостоятелна парламентарна група Българска нова демокрация (БНД). При учредяването на едноименната партия става неин заместник-председател.
На 15 декември 2009 година Великов предизвиква пътна катастрофа край София, сблъсквайки се челно с друг автомобил, водачът на който загива. През юли 2010 година е осъден условно на една година затвор и обезщетение от 270 хиляди лева.
През септември 2014 г. Борислав Великов влиза от името на БНД в коалиция с Реформаторския блок и на изборите на 5 октомври 2014 г. е избран отново за народен представител от област Монтана.